# Thần học chính trị
Thần học chính trị là một thuật ngữ đã được sử dụng trong thảo luận về những cách mà các khái niệm thần học hoặc cách suy nghĩ liên quan đến chính trị. Thuật ngữ thần học chính trị thường được sử dụng để biểu thị tư tưởng tôn giáo về các câu hỏi nguyên tắc chính trị. Các học giả như Carl Schmitt sử dụng nó để biểu thị các khái niệm tôn giáo được thế tục hóa và do đó trở thành các khái niệm chính trị quan trọng. Nó thường được liên kết với Kitô giáo, nhưng kể từ thế kỷ 21, gần đây nó đã được thảo luận liên quan đến các tôn giáo khác.

## Thuật ngữ
Thuật ngữ thần học chính trị đã được sử dụng theo nhiều cách khác nhau bởi các nhà văn khám phá các khía cạnh khác nhau trong mối quan hệ của các tín đồ với chính trị. Nó đã được sử dụng để thảo luận về tác phẩm Thành phố Tâm linh của Augustine of Hippo và tác phẩm Summa Theologica  và De Regno: On Kingship của Thomas Aquinas. Nó cũng được sử dụng để mô tả quan điểm Chính thống giáo Đông phương về <i id="mwGg">symphonia</i> và các tác phẩm của các nhà cải cách Tin lành Martin Luther [5] và John Calvin.   Mặc dù các khía cạnh chính trị của Kitô giáo, Hồi giáo, Nho giáo và các truyền thống khác đã được tranh luận trong nhiều thiên niên kỷ, thần học chính trị đã là một môn học từ thế kỷ 20.
Việc sử dụng gần đây của thuật ngữ này thường được liên kết với công việc của Carl Schmitt. Viết giữa sự hỗn loạn của Cộng hòa Weimar Đức, ông Schmitt đã lập luận trong bài tiểu luận Politische Theologie (1922)  rằng các khái niệm chính của chính trị hiện đại là các phiên bản thế tục hóa của các khái niệm thần học cũ. Mikhail Bakunin đã sử dụng thuật ngữ này trong văn bản năm 1871 "Thần học chính trị của Mazzini và quốc tế"  mà cuốn sách của Schmitt là một câu trả lời. [10] Dựa trên Thomas Hobbes trong tác phẩm Leviathan, ông lập luận rằng nhà nước tồn tại để duy trì sự chính trực của mình nhằm đảm bảo trật tự trong xã hội trong thời kỳ khủng hoảng. 

## Sách tham khảo
Afrasiabi, K. L. (1998). "Communicative Theory and Theology: A Reconsideration". The Harvard Theological Review. Quyển 91 số 1. tr. 75–87. doi:10.1017/S0017816000006453. ISSN 0017-8160. JSTOR 1509790.
Arato, Andrew (2016). Post Sovereign Constitution Making: Learning and Legitimacy. Oxford University Press. tr. chapter 6. ISBN 9780198755982.
Arvidsson, Matilda, biên tập (2015). The Contemporary Relevance of Carl Schmitt. Routledge Press. ISBN 9781138822931.
Bauerschmidt, Frederick Christian (2004). "Aquinas". Trong Scott, Peter; Cavanaugh, William T. (biên tập). The Blackwell Companion to Political Theology. Malden, Massachusetts: Blackwell Publishing (xuất bản 2008). tr. 48–61. doi:10.1002/9780470997048.ch5. ISBN 978-0-470-99735-2.
Bell, Daniel M., Jr. (2015). "Postliberalism and Radical Orthodoxy". Trong Hovey, Craig; Phillips, Elizabeth (biên tập). The Cambridge Companion to Christian Political Theology. Cambridge, England: Cambridge University Press. tr. 110–132. doi:10.1017/CCO9781107280823.007. ISBN 978-1-107-05274-1.{{Chú thích sách}}:  Quản lý CS1: nhiều tên: danh sách tác giả (liên kết)
Breger, Claudia (2001). "The Leader's Two Bodies: Slavoj Žižek's Postmodern Political Theology". Diacritics. Quyển 31 số 1. tr. 73–90. doi:10.1353/dia.2003.0003. JSTOR 1566316.
Bowker, John, biên tập (2000). "Political Theology". The Concise Oxford Dictionary of World Religions. Oxford: Oxford University Press (xuất bản 2003). doi:10.1093/acref/9780192800947.001.0001. ISBN 978-0-19-172722-1.
Cragg, Kenneth (1991). The Arab Christian. Louisville, Kentucky: Westminster/John Knox Press. ISBN 978-0-264-67257-1.
Diamantides, Marinos; Schütz, Anton (2017). Political Theology: Demystifying the Universal. Edinburgh University Press. ISBN 9780748697762.
Doody, John; Hughes, Kevin L.; Paffenroth, Kim, biên tập (2005). Augustine and Politics. Lanham, Maryland: Lexington Books. ISBN 978-0-7391-1009-6.
Elshtain, Jean Bethke (2004). "Augustine". Trong Scott, Peter; Cavanaugh, William T. (biên tập). The Blackwell Companion to Political Theology. Malden, Massachusetts: Blackwell Publishing (xuất bản 2008). tr. 35–47. doi:10.1002/9780470997048.ch4. ISBN 978-0-470-99735-2.
Ghobadzadeh, Naser (2018). "Democratisation of Islamic political theology". Trong Esposito, John L.; Rahim, Lily Zubaidah; Ghobadzadeh, Naser (biên tập). Politics of Islamism: Diverging Visions and Trajectories. Switzerland: Palgrave Macmillan. tr. 47–85. doi:10.1007/978-3-319-62256-9. ISBN 978-3-319-62255-2.
Haskell, John (2018). Political Theology and International Law. Brill Press. ISBN 9789004382503.
Höpfl, Harro (1991). Introduction. Luther and Calvin on Secular Authority. Bởi Luther, Martin; Calvin, John. Höpfl, Harro (biên tập). Cambridge, England: Cambridge University Press (xuất bản 2002). ISBN 978-0-521-34208-7.
Katongole, Emmanuel (2010). The Sacrifice of Africa: A Political Theology for Africa. Eerdmans Ekklesia Series. Grand Rapids, Michigan: Wm. B. Eerdmans Publishing Company. ISBN 978-0-8028-6268-6.
Koskenniemi, Martti (2011). "The Political Theology of Trade Law". Trong Fastenrath, Ulrich (biên tập). From Bilateralism to Community Interest: Essays in Honour of Bruno Simma. Oxford University Press. ISBN 9780199588817.
Kwok Pui-lan (2016). "Postcolonial Intervention in Political Theology". Political Theology. Quyển 17 số 3. tr. 223–225. doi:10.1080/1462317X.2016.1186443. ISSN 1462-317X.
Lloyd, Vincent (2013). "Political Theology and Islamic Studies Symposium: What is Islamic Political Theology?". Political Theology Network.
Maier, Heinrich (1995). Carl Schmitt and Leo Strauss: The Hidden Dialogue. Chicago: University of Chicago Press. ISBN 978-0-226-51888-6.
Marshall, Peter (1992). Demanding the Impossible: A History of Anarchism. London: Harper Collins. ISBN 978-0-00-217855-6.
McGuckin, John Anthony (2008). The Orthodox Church: An Introduction to its History, Doctrine, and Spiritual Culture. John Wiley & Sons (xuất bản 2010). tr. 391–395. doi:10.1002/9781444301229. ISBN 978-1-4443-9383-5.
Osborne, Peter; Charles, Matthew (2015). "Walter Benjamin". Trong Zalta, Edward N. (biên tập). Stanford Encyclopedia of Philosophy (ấn bản thứ 2015). Stanford, California: Stanford University. ISSN 1095-5054. Truy cập ngày 25 tháng 11 năm 2017.
Schmitt, Carl (2005) [1934]. Political Theology: Four Chapters on the Concept of Sovereignty. Schwab, George biên dịch. Chicago: University of Chicago Press. ISBN 978-0-226-73889-5.
Stinton, Diane (2004). Jesus of Africa: Voices of Contemporary African Christologies. Faith and Cultures Series. Maryknoll, New York: Orbis Books. ISBN 978-1-57075-537-8.
Tsonchev, Tsoncho (2018). The Political Theology of Augustine, Thomas Aquinas, and Reinhold Niebuhr: Essays in Political Theology and Christian Realism. Montreal: The Montreal Review Publishing. ISBN 978-1-7913-2063-8.
Wells, Kenneth M. (1990). New God, New Nation: Protestants and Self-Reconstruction Nationalism in Korea, 1896–1937. Honolulu, Hawaii: University of Hawaii Press. ISBN 978-0-8248-1338-3.
Wessels, Antonie (1995). Arab and Christian? Christians in the Middle East. Kampen, Netherlands: Kok Pharos Publishing House. ISBN 978-90-390-0071-7.
Wong, David (2011). "Confucian Political Philosophy". Trong Klosko, George (biên tập). The Oxford Handbook of the History of Political Philosophy. Quyển 1. Oxford University Press. doi:10.1093/oxfordhb/9780199238804.003.0048.